# Jaqueline (basquetebolista)
Jaqueline de Paula Silvestre, conhecida como Jaqueline (nascida em 17 de fevereiro de 1986, em São José do Rio Preto) é uma jogadora brasileira de basquete que ocupa a posição de pivô.
Foi convocada para a Seleção Brasileira de Basquetebol Feminino com a qual conquistou a medalha de bronze nos Jogos Panamericanos de 2011, em Guadalajara, no México. Ademais, ganhou a medalha de ouro no Campeonato Sudamericano de Basquete adulto na Colômbia (2005) e no Equador (2008).

## Estatísticas FIBA
| Ano          | Concorrência                                            | PPJ  | RPJ | APJ |
| ------------ | ------------------------------------------------------- | ---- | --- | --- |
| 2008         | Torneio clasificatorio feminino FIBA para as olimpíadas | 2,5  | 0,5 | 0,5 |
| 2008         | Campeonato Sudamericano Feminino de Basquete            | 6,2  | 0,2 | 0,8 |
| 2005         | Campeonato FIBA Américas feminino                       | 4,3  | 1   | 1   |
| 2007         | Campeonato FIBA Américas U21 feminino                   | 9,8  | 1,9 | 0,6 |
| 2006         | Campeonato FIBA Américas U20 feminino                   | 13,6 | 0,8 | 1,4 |
| 2004         | Campeonato FIBA Américas U18 feminino junior            | 6    | 2,2 | 1   |
| 2004         | Campeonato FIBA Américas U18 feminino                   | s/i  | s/i | s/i |
| Média total  | Média total                                             | 7,1  | 1,1 | 0,9 |
| Fonte: FIBA. |                                                         |      |     |     |